# A Casa das Coelhinhas
The House Bunny (bra/prt: A Casa das Coelhinhas) é uma comédia romântica que foi lançada em 2008, e foi gravado durante o ano de 2007. O filme traz a estrela Anna Faris, da série de filmes Scary Movie, os escritores Kirsten Smith e Karen McCullah Lutz, que co-escreveram Legally Blonde e é o segundo filme que Fred Wolf dirige.
Anna Faris interpreta uma ex-coelhinha da Playboy que se cadastra para ser a "mãe da casa" de uma irmandade universitária impopular após ser enganada por uma rival que a faz acreditar que ela é agora muito velha para os padrões da mansão da Playboy.

## Enredo
Shelley é uma Coelhinha com sonho de se tornar uma Playmate, que após ser aparentemente expulsa da Mansão Playboy, encontra um grupo de garotas energéticas e ao segui-las descobre que a sororidade destas, Phi Iota Mu, vivem em luxo similar à mansão, e após ser rejeitada decide buscar outra dessas organizações no campus. Ao encontrar a casa Zeta Alfa Zeta, que está prestes a fechar pois tem poucos membros, apenas as nerds fundadoras da casa, Shelley decide ajudar as garotas a se tornarem populares, sexys e salvarem a sororidade. Enquanto isso ocorre, Shelley faz novas inimigas, principalmente da popular e malvada Phi Iota Mu, e tenta conquistar o amor de um jovem que trabalha em um asilo.

## Elenco
- Anna Faris como Shelley Darlingson
- Colin Hanks como Oliver
- Emma Stone como Natalie
- Kat Dennings como Mona
- Katharine McPhee como Harmony
- Rumer Willis como Joanne ou Joana (na versão brasileira)
- Kiely Williams como Lilly
- Dana Goodman como Carrie Mae
- Kimberly Makkouk como Tanya
- Monet Mazur como Cassandra
- Sarah Wright como Ashley
- Rachel Specter como Courtney
- Beverly D'Angelo como Mrs. Hagstrom
- Hugh Hefner como ele mesmo
- Tyson Ritter como Colby
- Owen Benjamin como Marvin
- Christopher McDonald como Dean Simmons
- Matt Barr como Tyler

Cameos
- Justin Baldoni como Waiter
- Allen Covert como Waiter
- Dan Patrick como policial
- Nick Swardson como fotógrafo da Playboy
- Jonathan Loughran como prisioneiro crossdressing
- Holly Madison como ela mesma
- Kendra Wilkinson como ela mesma
- Bridget Marquardt como ela mesma
- Shaquille O'Neal como ele mesmo
- Matt Leinart como ele mesmo
- Sara Jean Underwood como ela mesma
- Lauren Michelle Hill como ela mesma
- Louise Cochrane como ela mesma
- Hayley Fisher como ela mesma

## Produção

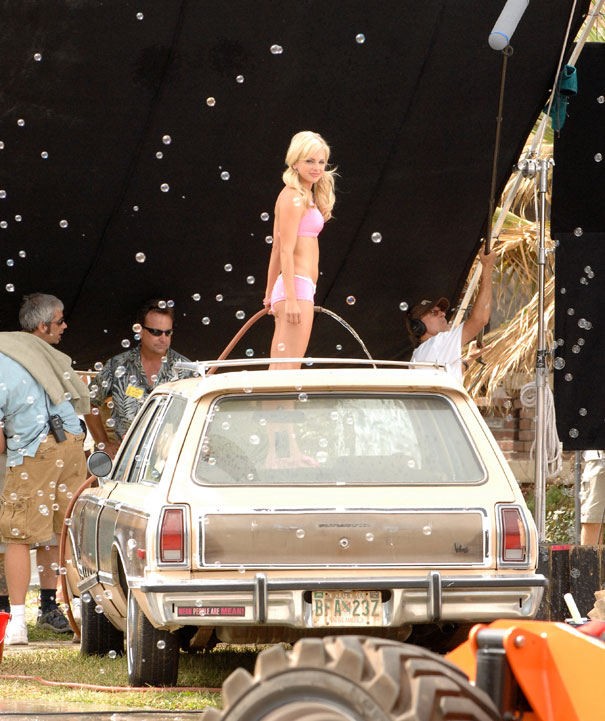
Anna Faris
filmando uma cena do filme

Faris tinha apresentado o conceito do filme para algumas empresas e a empresa de Adam Sandler, Happy Madison a aceitou. O título provisório do filme foi I Know What Boys Like (Eu Sei o Que os Meninos Gostam em português). O filme foi feito durante o verão de 2007. Anna malhou por 6 semanas antes das filmagens as quais algumas foram rodadas na Playboy Mansion West.

## Recepção

### Resposta da crítica
Desempenho de Anna Faris foi elogiado pela maioria dos críticos, no entanto, o próprio filme recebeu críticas mistas. Em Rotten Tomatoes o filme tem uma classificação de aprovação de 43% com base em 123 avaliações, com uma classificação média de 5.16/10. O consenso afirmando que "Anna Faris é uma diversão, mas ela não pode salvar esta mediana comédia estereotipada. Em Metacritic, o filme tem uma pontuação média ponderada de 55 em 100, com base em 22 críticos, indicando "revisões mistas ou médias". As audiências pesquisadas pelo CinemaScore deram ao filme uma nota média de "B +" em uma escala A + a F.
Marcelo Forlani do Omelete comentou "Como comédia, A Casa das Coelhinhas também funciona pouco. Há algumas poucas cenas realmente engraçadas e muito pastelão. É incrível como até mesmo em um filme que ela mesma criou e ajudou a produzir Anna Faris tenha de ficar caindo, virando e batendo cabeça. O estereótipo da loira burra não apenas a persegue, mas também é perseguido por ela e sua personagem. Pelo menos ela sabe bem como fazer tudo isso. Diferente de Colin Hanks, por exemplo, que continua tentando um lugar em Hollywood, mas se depender do que demonstrou até agora deveria mesmo é se virar com a mesada do pai, Tom. E por falar em filhos de famosos, Rumer Willis (filha de Demi Moore e Bruce Willis) também está por lá, entre as Zetas, ao lado de Emma Stone, Kat Dennings, Katharine McPhee, Kimberly Makkouk, Dana Goodman e Kiely Williams. Para mim, é difícil acreditar que aquelas meninas que chegaram até aquela fase de suas vidas daquele jeito aceitem uma "imersão rosa" com ênfase em "biscatismo" numa boa, mas ei, eu sou apenas um cara ingênuo que acha que a Mansão Playboy é um pedaço do paraíso na Terra."
John Anderson, da Variety, afirmou que o filme é uma "comédia abertamente ampla que deve catapultar Anna Faris para um tipo singular de estrelato".

### Bilheteria
A Casa das Coelhinhas foi lançado nos EUA em 22 de agosto de 2008. Ele estreou em #1 no seu primeiro dia de lançamento ganhando 5,91 milhões de dólares, mas finalmente desembarcou em segundo lugar para a sua semana de estreia, ganhando 14,53 milhões de dólares, atrás da ação-comédia Tropic Thunder de Ben Stiller, que fez 16,2 milhões. Em 22 de março de 2009, o filme tinha arrecadou 70 milhões de dólares em todo o mundo (48 milhões de dólares nas bilheterias domésticas norte-americanas e 22 milhões de dólares no mercado internacional). O filme estreou na parada do Reino Unido em 1º arrecadando quase 1 milhão em seu primeiro fim de semana.

## Música
O single foi um cover da música de The Waitresses, "I Know What Boys Like" interpretada por Katharine McPhee (com Kat Dennings, Emma Stone, e Rumer Willis). O filme também contou com músicas de artistas como:
- Bow Wow Wow - "I Want Candy"
- The All-American Rejects - "I Wanna"
- Altered Images - "Happy Birthday"
- Madonna - "Like a Virgin"
- Rihanna - "Take a Bow"
- The Pussycat Dolls - "When I Grow Up"
- Katharine McPhee (part. Kat Dennings, Emma Stone, e Rumer Willis) - "I Know What Boys Like"
- Ashlee Simpson - "Boys"
- Metro Station - "Shake It"
- The Cab - "I'll Run"
- Elizaveta - "Like Water"
- Yael Naim - "New Soul"
- The Kills - "Sour Cherry"
- Boys Like Girls - "The Great Escape"
- The Ting Tings - "Great DJ" e "Shut Up and Let Me Go"
- Ingrid Michaelson - "Be OK"
- Avril Lavigne - "Girlfriend"
- Mercedes - Better Than a Psychic
- P!nk - "U + Ur Hand" (Trailers)
- Jennifer Lopez - "Do It Well" (Trailers)[11]